# 格斯尼茨
格斯尼茨（德語：Gößnitz，發音：[ˈɡœsnɪts] ⓘ）是德国图林根州阿尔滕堡地区县的城市，面积14.07平方千米，2023年12月31日人口为3,459人。